# Lauren Macuga
Lauren Macuga (* 4. Juli 2002 in Park City, Utah) ist eine US-amerikanische Skirennläuferin. Sie ist auf die schnellen Disziplinen Abfahrt und Super-G spezialisiert.

## Biografie
Macuga wuchs mit drei Geschwistern, darunter die Skispringerin Samantha Macuga, in Park City im Bundesstaat Utah auf. Als 16-Jährige begann sie im Dezember 2018 an FIS-Rennen teilzunehmen, wobei sie zunächst in allen Disziplinen antrat. Der erste Sieg auf dieser Stufe gelang ihr im Februar 2019. Ihr Debüt im Nor-Am Cup folgte am 19. März 2019 in Sugarloaf, wo sie als Zehnte der Abfahrt sogleich in die Punkteränge fuhr. Die erste Podestplatzierung im Nor-Am Cup gelang ihr am 13. Dezember 2019 mit Platz 3 im Super-G von Lake Louise. Sie nahm an den Olympischen Jugend-Winterspielen 2020 in Lausanne teil, schied aber sowohl im Super-G als auch in der Kombination aus. In der Saison 2020/21 verzichtete sie auf die Teilnahme am Nor-Am Cup und bestritt vor allem FIS-Rennen, von denen sie zwei gewann.
Am 3. Dezember 2021 trat Macuga erstmals zu einem Weltcuprennen an und belegte in der Abfahrt von Lake Louise den 49. Platz. Am selben Ort fanden eine Woche später auch zwei Nor-Am-Abfahrten statt, die sie auf den Plätzen 2 und 3 beendete. Mit insgesamt vier Top-10-Platzierungen belegte sie in der Abfahrts-Disziplinenwertung den zweiten Platz. Bei den Juniorenweltmeisterschaften 2022 in Panorama gewann sie in der Abfahrt die Bronzemedaille.
Mit Platz 30 in der Abfahrt von St. Moritz holte sie am 16. Dezember 2022 mit Platz 30 den ersten Weltcuppunkt, es blieb ihr einziger in diesem Winter. Erfolgreich war Macuga hingegen im Nor-Am Cup der Saison 2022/23: Sie gewann zwei Abfahrten in Whistler und mit zwei weiteren Podestplätzen entschied sie zusammen mit der punktgleichen Tricia Mangan die Disziplinenwertung für sich.
Der Durchbruch an die Weltspitze gelang Macuga während der Weltcupsaison 2023/24. Mit Startnummer 48 stieß sie im Super-G von Altenmarkt-Zauchensee auf Platz 10 vor. Daraufhin folgten regelmäßig weitere Platzierungen in den Punkterängen. In den beiden Super-Gs von Kvitfjell Anfang März 2024 belegte sie die Plätze 7 und 5.
Ihre erste Weltcup-Podestplatzierung folgte am 12. Januar 2025, als sie den Super-G von St. Anton am Arlberg gewann.
Bei den Weltmeisterschaften 2025 in Saalbach gewann Macuga zeitgleich mit der Norwegerin Kajsa Vickhoff Lie die Bronzemedaille im Super-G.
Am 25. März 2025 startete Macuga, nachdem sie sich aufgrund der 500-Punkte-Regelung die Startberechtigung gesichert hatte, beim Weltcup-Saisonfinale in Sun Valley erstmals in einem Riesenslalom und holte sich mit Platz 15 auf Anhieb Weltcuppunkte.

## Erfolge

### Weltmeisterschaften
- Saalbach-Hinterglemm 2025: 3. Super-G, 4. Team-Kombination, 5. Abfahrt

### Weltcup
- 2 Podestplatzierungen, davon 1 Sieg:

| Datum           | Ort       | Land       | Disziplin |
| --------------- | --------- | ---------- | --------- |
| 12. Januar 2025 | St. Anton | Österreich | Super-G   |

### Weltcupwertungen
| Saison  | Gesamt | Gesamt | Abfahrt | Abfahrt | Super-G | Super-G |
| Saison  | Platz  | Punkte | Platz   | Punkte  | Platz   | Punkte  |
| ------- | ------ | ------ | ------- | ------- | ------- | ------- |
| 2022/23 | 122.   | 1      | 49.     | 1       | –       | –       |
| 2023/24 | 43.    | 210    | 33.     | 42      | 13.     | 168     |

### Nor-Am Cup
- Saison 2021/22: 8. Gesamtwertung, 2. Abfahrtswertung, 3. Super-G-Wertung, 10. Riesenslalomwertung
- Saison 2022/23: 9. Gesamtwertung, 1. Abfahrtswertung, 8. Super-G-Wertung
- 7 Podestplätze, davon 2 Siege:

| Datum         | Ort      | Land   | Disziplin |
| ------------- | -------- | ------ | --------- |
| 22. März 2023 | Whistler | Kanada | Abfahrt   |
| 23. März 2023 | Whistler | Kanada | Abfahrt   |

### Europacup
- 2 Platzierungen unter den besten zehn

### Juniorenweltmeisterschaften
- Panorama 2022: 3. Abfahrt, 12. Super-G, 29. Riesenslalom
- St. Anton 2023: 6. Super-G, 10. Abfahrt

### Weitere Erfolge
- 4 Siege bei FIS-Rennen